# 沙羚
沙羚（Ammodorcas clarkei）别名克拉克的瞪羚，生活与埃塞俄比亚和索马里的半沙漠草原地带。沙羚并不是真正的瞪羚。当它们受到惊吓时，它们的黑尾巴就会往上翘。其英文名dibatag来源于索马里语，意思是“直尾巴”。